# Chiesa di Santa Maria d'Itria (Maracalagonis)
La chiesa di Santa Maria d'Itria è una chiesa del comune di Maracalagonis nella città metropolitana di Cagliari.

## Descrizione
Realizzata in età medievale in stile romanico, nel XVIII secolo la chiesa subisce l'inversione dell'asse liturgico. L'abside romanica è stata demolita per costruire l'ingresso, mentre al vecchio portale fu addossato l'altare. La facciata originale ha paraste e lesene.